# Melanotus pilosus
Melanotus pilosus là một loài bọ cánh cứng trong họ Elateridae. Loài này được Blatchley miêu tả khoa học năm 1910.